# Su-Hyun Oh
Su-Hyun Oh (nascida em 23 de maio de 1996) é uma golfista profissional australiana, de origem sul-coreana. Tornou-se a número um do Ranking Mundial de Golfe Amador em outubro de 2013.
No golfe dos Jogos Olímpicos de Verão de 2016, realizados no Rio de Janeiro, Brasil, terminou sua participação em décimo terceiro lugar no jogo por tacadas individual feminino, representando Austrália.